# Міністерство автомобільного транспорту та автомобільних доріг Індії
Міністерство автомобільного транспорту та автомобільних доріг (MoRTH) є міністерством уряду Індії, яке є вищим органом для розробки та адміністрування правил, норм і законів, що стосуються автомобільного транспорту, транспортних досліджень, а також для підвищення мобільності та Ефективність системи автомобільного транспорту Індії. Через своїх співробітників Центральної інженерної служби (дороги) він відповідає за розвиток національних автомобільних доріг країни. Автомобільний транспорт є важливою інфраструктурою економічного розвитку країни. Він впливає на темп, структуру і характер розвитку. В Індії дороги використовуються для транспортування понад 60 відсотків загального обсягу вантажів і 85 відсотків пасажирських перевезень. Тому розвиток цього сектору є надзвичайно важливим для Індії і становить значну частину в бюджеті.

## Історія
Департамент військового транспорту був утворений у липні 1942 року шляхом роздвоєння тодішнього Департаменту зв’язку на два департаменти:
- Департамент пошт
- Департамент військового транспорту.
- Військове відомство ЧИТАТИ ДАЛІ

Функції, покладені на Міністерство військового транспорту, включають основні порти, пріоритети залізниць, використання автомобільного та водного транспорту, нормування бензину та виробництва газу. Загалом, функції Департаменту військового транспорту полягали в координації попиту на транспорт у воєнний час, каботажному судноплавстві та управлінні та розвитку основних портів. Пізніше планування експорту також було розпочато як наслідок контролю Департаментом транспортних пріоритетів.

### Зміни, внесені роками
- 1957: Міністерство військового транспорту було перейменовано в Міністерство транспорту та зв'язку, а Департамент транспорту було підпорядковано йому.
- 1966: 25 січня згідно з указом президента Департамент транспорту, судноплавства та туризму було передано у підпорядкування Міністерства транспорту та авіації.
- 1967: 13 березня Міністерство транспорту та авіації було поділено на Міністерство судноплавства та транспорту та Міністерство туризму та цивільної авіації.
- 1985: 25 вересня під час реорганізації Міністерство транспорту і судноплавства стало Департаментом наземного транспорту при Міністерстві транспорту.
- 1986: 22 жовтня Департамент наземного транспорту при Міністерстві транспорту було перейменовано на Міністерство наземного транспорту.
- 1999: 15 жовтня Міністерство наземного транспорту було згодом реорганізовано у відділи, а саме: Департамент судноплавства та Департамент автомобільного транспорту та автомобільних доріг.
- 2000: 17 листопада Міністерство наземного транспорту було поділено на два міністерства, а саме: Міністерство автомобільного транспорту та доріг і Міністерство судноплавства.
- 2004: 2 жовтня Міністерство судноплавства та Міністерство автомобільного транспорту було знову об’єднано та перейменовано на Міністерство судноплавства та автомобільного транспорту та автомобільних доріг

У його підпорядкуванні є два відділи:
- Департамент судноплавства
- Управління автомобільного транспорту та автомобільних доріг